# Arboles
Arboles és una concentració de població designada pel cens dels Estats Units a l'estat de Colorado. Segons el cens del 2000 tenia 232 habitants.

## Demografia
Segons el cens del 2000, Arboles tenia 232 habitants, 104 habitatges, i 79 famílies. La densitat de població era de 17 habitants per km².
Dels 104 habitatges en un 25% hi vivien nens de menys de 18 anys, en un 66,3% hi vivien parelles casades, en un 6,7% dones solteres, i en un 23,1% no eren unitats familiars. En el 23,1% dels habitatges hi vivien persones soles el 12,5% de les quals corresponia a persones de 65 anys o més que vivien soles. El nombre mitjà de persones vivint en cada habitatge era de 2,23 i el nombre mitjà de persones que vivien en cada família era de 2,59.
Per edats la població es repartia de la següent manera: un 20,7% tenia menys de 18 anys, un 2,6% entre 18 i 24, un 20,7% entre 25 i 44, un 35,8% de 45 a 60 i un 20,3% 65 anys o més.
L'edat mediana era de 48 anys. Per cada 100 dones de 18 o més anys hi havia 109,1 homes.
La renda mediana per habitatge era de 33.125 $ i la renda mediana per família de 37.813 $. Els homes tenien una renda mediana de 35.000 $ mentre que les dones 25.833 $. La renda per capita de la població era de 19.384 $. Entorn de l'11,5% de les famílies i el 8% de la població estaven per davall del llindar de pobresa.

## Poblacions més properes
El següent diagrama mostra les poblacions més properes.